# Froneben
Froneben (auch Fronebenalm) ist eine bewirtschaftete Alm oberhalb des Stubaitals am Eingang zur Schlick. Sie liegt auf 1306 m ü. A. im Gemeindegebiet von Telfes im Stubai und ist von Fulpmes und Plöven aus zu erreichen. Die Alm ist im Besitz der Stadt Innsbruck und hat eine Fläche von rund 20 ha, dazu kommen rund 170 ha Weiderechte in der Umgebung.

## Geschichte

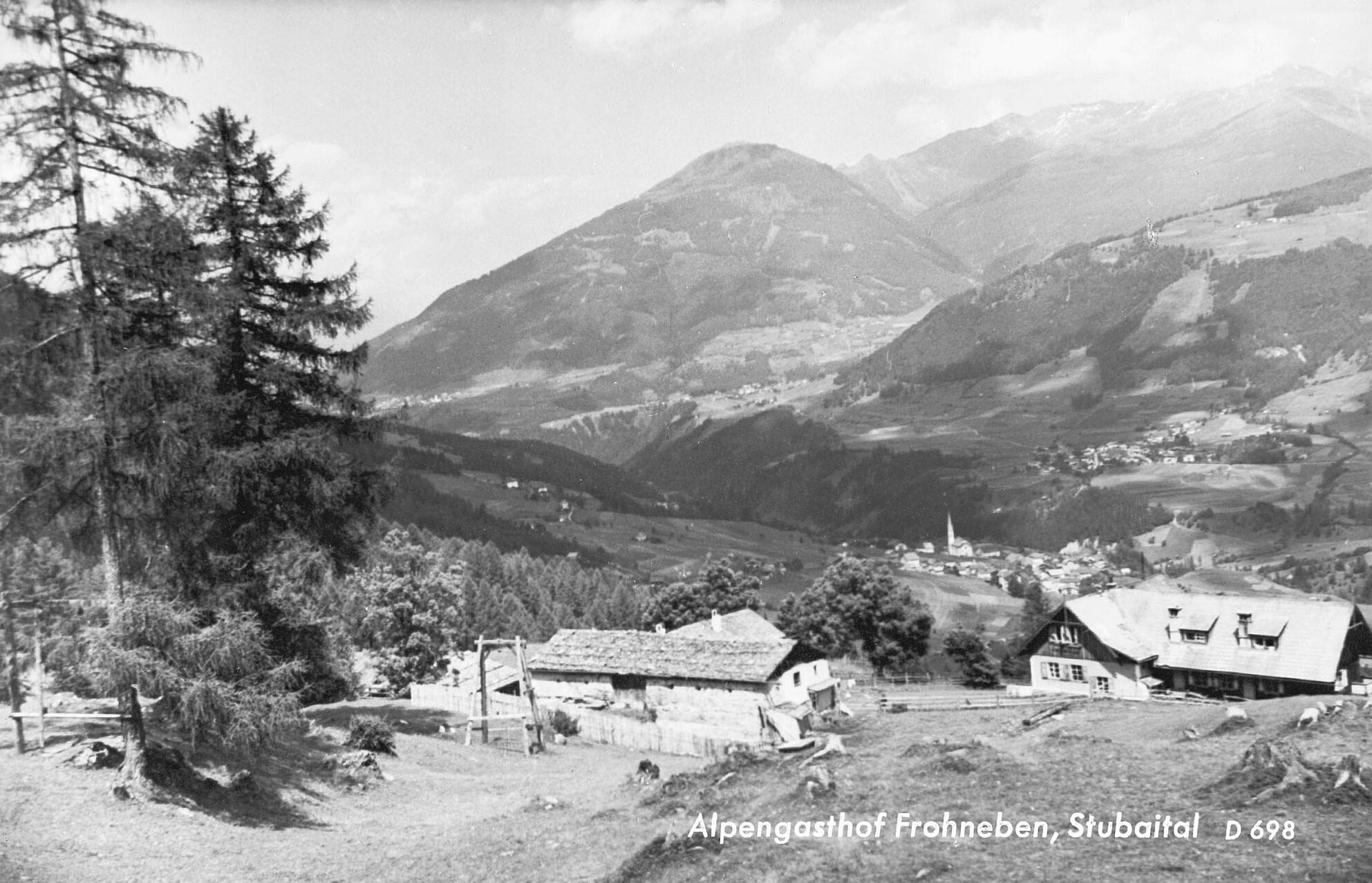
Froneben mit dem alten Gasthaus (1957)

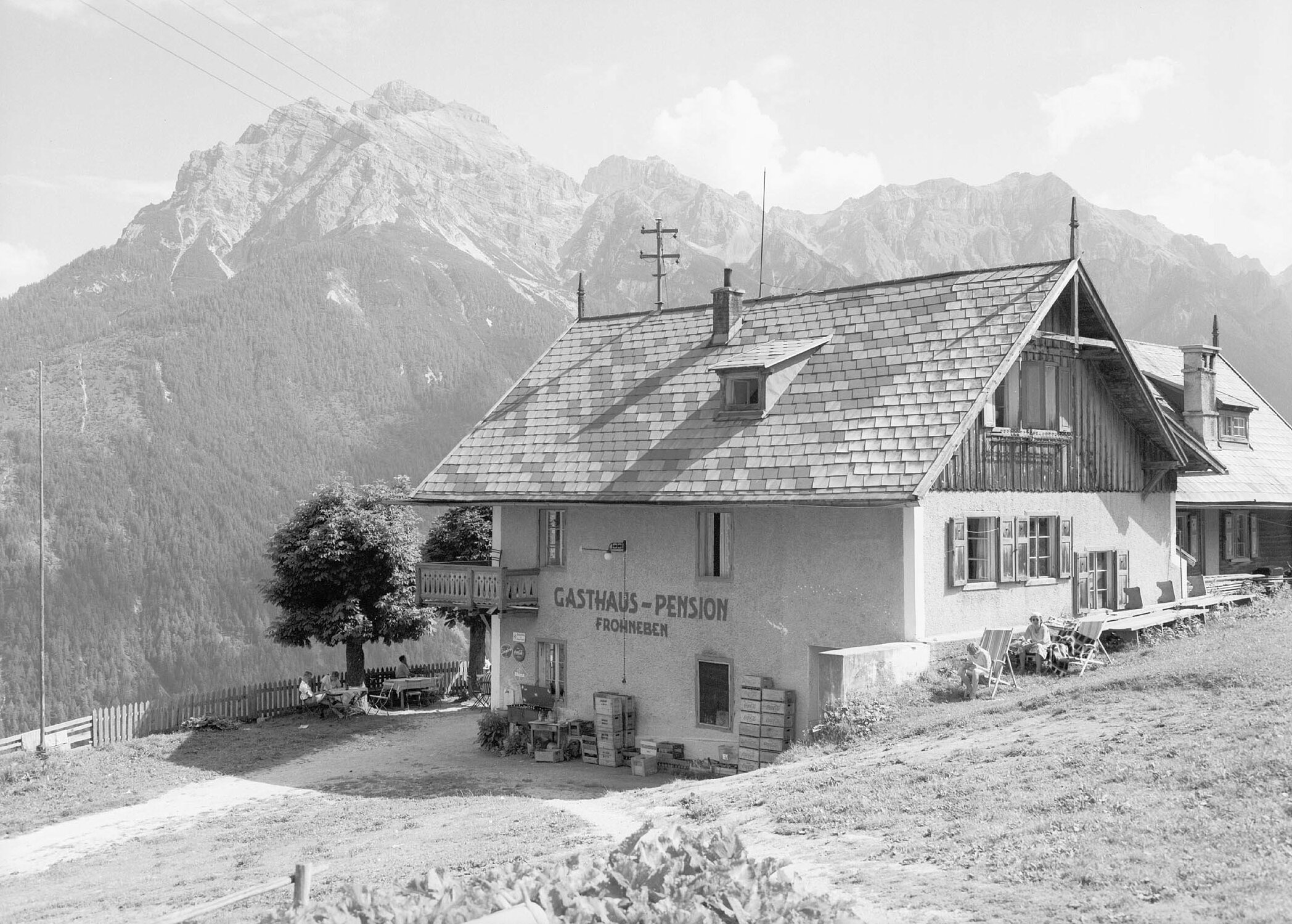
Gasthaus Froneben (1962)

Der Name Froneben wird auf althochdeutsch fruma (Nutzen, Gewinn) zurückgeführt. Erstmals wurde es im Jahr 1300 in einer Urkunde der Herren von Trautson als schwaige zu Varmeben erwähnt, bis dahin war es im Grundeigentum der Herren von Freundsberg. In einem Verzeichnis der Besitzungen des Hans von Trautson von 1412 wird die Alm Frumeben im Stubay genannt. Später war sie in wechselndem Familienbesitz.
1906 erwarb Josef Riehl die Alm. Riehl, der die Stubaitalbahn geplant hatte und bei deren Endstation das Grandhotel Stubai errichten hatte lassen, plante von dort eine Seilbahn nach Froneben. Da sich das Projekt nicht verwirklichen ließ, verkaufte er die Alm 1916 an die Stadt Innsbruck, die sie weiter landwirtschaftlich nutzen ließ. Nach dem Zweiten Weltkrieg diente Froneben als Heim für tuberkulosegefährdete Kinder, bis dieses 1947 nach Buchwies bei St. Johann in Tirol verlegt wurde. Bis in die späten 1960er Jahre wurde Froneben auch als Müttererholungsheim der Stadt Innsbruck genutzt. Seit Mitte der 1950er Jahre wurde eine Jausenstation betrieben. Durch umfangreiche Grundverkäufe an die Schlick 2000 GmbH wurde die Errichtung des Schigebiets in der Schlick ermöglicht.
1959 wurde das sanierungsbedürftige, als Gasthaus genutzte Gebäude abgetragen, zwei Jahre später wurde eine Gastwirtschaft im ehemaligen Gesindehaus eingerichtet. Es folgten mehrere Zu- und Umbauten, 1983 wurde die Gastwirtschaft um einen Raum erweitert, Ende der 1980er Jahre wurde ein neues Stallgebäude errichtet. Anlässlich des 100-jährigen Jubiläums als städtische Alm wurde sie 2017 generalsaniert.

## Zustieg
Der Aufstieg erfolgt über den Forstweg von der Talstation der Kreuzjochbahn bzw. über das Plövnerjoch von Plöven in 1 ½–2 Stunden. Beide Wege sind auch für Mountainbiker geeignet. Von der etwas höher gelegenen Mittelstation Froneben, neben der sich das Gasthaus Bruggeralm befindet, ist die Fronebenalm in wenigen Minuten erreichbar.
Im Winter liegt die Alm an der Talabfahrt von der Mittelstation zur Talstation und ist direkt mit Skiern erreichbar.

## Hüttenwanderungen
- Fronebenalm–Galtalm (30 Minuten)
- Fronebenalm–Schlickeralm (50 Minuten)[5]